# レジーナ・テイラー
レジーナ・テイラー（Regina Annette Taylor、1960年8月22日 - ）は、アメリカ合衆国の女優、劇作家。
テキサス州ダラス出身。リベリアとシエラレオネにルーツを持つアフリカ系アメリカ人。
テレビドラマを中心に出演、1993年にI'll Fly Awayで第50回ゴールデングローブ賞主演女優賞（ドラマ部門）を受賞した。ほかに、テレビドラマ『ザ・ユニット 米軍極秘部隊』のモリー・ブレイン役で知られる。

## 主な出演作品

### 映画
- アーカンソー物語 Crisis at Central High (1981) テレビ映画
- ワイルド・チェンジ Lean on Me (1989)
- グレイ・シティ/真実の沈黙 Howard Beach: Making a Case for Murder (1989) テレビ映画
- ロックン・ルージュ Jersey Girl (1992)
- 代理人 Losing Isaiah (1995)
- クロッカーズ Clockers (1995)
- ファミリー/再会のとき A Family Thing (1996)
- 戦火の勇気 Courage under Fire (1996)
- 敵対水域 Hostile Waters (1997) テレビ映画
- 第三双生児 The Third Twin (1997) テレビ映画
- 交渉人 The Negotiator (1998)
- 正義と真実 Strange Justice (1999) テレビ映画
- ジェニーのいた日々 Cora Unashamed (2000) テレビ映画
- WHO IS クラーク・ロックフェラー? Who Is Clark Rockefeller? (2010) テレビ映画
- サタデーナイト・チャーチ -夢を歌う場所- Saturday Church (2017)
- オールデイ・アンド・ア・ナイト: 終身刑となった僕 All Day and a Night (2020)

### テレビドラマ
- I'll Fly Away (1991-1993)
- ロー&オーダー Law & Order (1991-1994)
- The Education of Max Bickford (2001-2002)
- ザ・ユニット 米軍極秘部隊 The Unit (2006-2009)
- グレイズ・アナトミー 恋の解剖学 Grey's Anatomy (2008)
- DIG/聖都の謎 Dig (2015) ミニシリーズ
- ママさん刑事 ローラ・ダイヤモンド The Mysteries of Laura (2015)
- エレメンタリー ホームズ&ワトソン in NY Elementary (2017)
- THE BLACKLIST/ブラックリスト The Blacklist (2018)
- グッド・ファイト 華麗なる逆転 The Good Fight (2019)
- ラヴクラフトカントリー 恐怖の旅路 Lovecraft Country (2020)
- ブルーブラッド 〜NYPD家族の絆〜 Blue Bloods (2022)